# 劉晏
劉 晏（りゅう あん、開元4年（716年） - 建中元年（780年））は、中国唐の政治家。字は士安。曹州南華県の人。

## 経歴
幼少時から神童と称され、8歳のときに玄宗の御前に頌を献じて太子正字を授けられた。後に賢良方正に挙げられて各地の地方官を歴任する。安史の乱の最中の上元元年（760年）、粛宗に召されて京兆尹兼戸部侍郎御史中丞・度支塩鉄鋳銭等使となり、財政の業務を行った。一時、讒言によって左遷されて通州刺史に左遷されるが、宝応元年（762年）、代宗が即位すると宰相の元載の計らいで再び京兆尹兼戸部侍郎となり、領度支塩鉄転運租庸使を兼ねて財政を任された。広徳元年（763年）に吏部尚書同平章事に任じられて宰相の任に就くが、翌年には宦官の程元振の事件で連座して更迭されるが2カ月後には再度元載の計らいで江淮租庸使に任じられた。当時、華中・華南から首都である長安への租税・食糧の漕運は緊急の課題であったが、節度使の非協力によって滞っていた。元載の要請を受けた劉晏は江淮の塩の専売利益をもって流民を雇い、年に40万石の租税・食糧を長安に漕運することに成功した。
永泰2年（766年）、吏部尚書に任じられるとともに、戸部侍郎第五琦とともに塩鉄の業務を分割することになり、劉晏が東側を、第五琦は西側を司った。劉晏に期待された役割は江淮地域の塩鉄・漕運の改革が主であった。劉晏の改革は専売を扱う塩官を生産地（現在の江蘇・浙江・福建・四川）に限定して生産者に対しては塩の買上・保管と製塩の技術指導に限定し、消費地への販売事業から官は手を引いて商人達に払い下げて実際の販売は彼らに任せた。これによって生産地以外の塩官は廃止され、代わりに私塩（密造塩）を防止するために水運の要所に取締を担当する巡院を設置した。巡院では現地の物価の報告も行われ、必要に応じて物資を移動させて物価を安定させる業務も行った。更に船や倉庫の新造や水夫の育成、川や運河等の水路の水量などを勘案して倉庫間で物資をピストン輸送させる事によって漕運の改善を図った。大暦5年（770年）に国政を壟断する宦官の魚朝恩を代宗・元載らが粛清した時にこれを支持し、反対に魚朝恩派とみなされた第五琦は失脚してしまう。
劉晏は代宗が寵愛する独孤妃所生である韓王李迥に接近し、大暦9年（774年）に李迥が劉晏が管理する運河を管轄に置く汴宋節度使に任じられると関係を深めた。やがて、黎幹や劉清潭らと供に独孤妃を皇后に擁立して、李迥を皇太子に立てる陰謀を図るようになる。ところが、皇太子李适（後の徳宗）を擁護してその動きを制したのが元載であった。この事で劉晏と元載は敵対関係に陥り、大暦12年（777年）、権力を強める元載を疎んじ始めた代宗が元載を捕らえた時に劉晏はその罪状尋問を命じられ、即日処刑の判決を下し、楊炎ら元載派官僚も追放した。更に大暦14年（779年）に代宗が崩御して徳宗が即位すると、同年閏5月に第五琦の後任であった韓滉が失脚して劉晏が兼務する事になり、天下の租税・財政の事は全て彼が担当することになり、この頃には塩利（塩の専売収入）は当時の全財政収入1,200万貫の半数にあたる600万貫に達した。ところが、8月になって楊炎が呼び戻されて宰相（門下侍郎・同中書門下平章事）に抜擢されると事態は一変する。かねてから第五琦・劉晏は朝廷や節度使による財政の浪費を防ぐために専売収入を宦官に命じて宮中の金庫にて管理させていたが、楊炎はこの事が宦官の権力増大の温床になっているとみて専売収入を国庫に移した。更に楊炎は翌建中元年（780年）に租庸調・青苗銭などを廃して両税法を導入し、劉晏は蚊帳の外に置かれた。かつて、劉晏と供に元載に登用された楊炎は元載の死は劉晏の陰謀であると疑って讒言を行い、同年徳宗は劉晏を「奏事不実」であるとして忠州刺史に左遷され、程なく死を命じられた。家族は嶺南に配流され、連座する者は数十名に及んだ。楊炎はその理由として劉晏がかつて独孤妃を皇后に擁立して、李迥を皇太子に立てる陰謀を行った事を理由としたが、天下はこれを無実とした。これを焦った楊炎は更に李迥の責任を追及しようとしたところ、李迥と仲が良く信任していた徳宗の恨みを買い、劉晏の死からわずか1年で楊炎も左遷・処刑されることになる。しかし、実録において劉晏の企ての経緯が記される一方でこれを否定する記述が見出せない事や当時の政治情勢から、劉晏が李迥を擁立しようとしたとする楊炎の主張は必ずしも虚偽ではなく、根拠があるものであったとする見方もある。また、劉晏が塩の専売改革は清に至るまでの専売政策の基本となったが、歴代王朝は人々の生存に塩が必要である事を悪用して塩の販売価格を引上げて破格な高価で売りつけることで国家財政を豊かにして人々の生活を苦しめる制度となった。また、このため、劉晏の専売制は「拏兵（軍事）数十年と雖も歛民（人々への徴税）に及ばすして用度（費用）足る」とする『新唐書』劉晏伝の賛は事実に反するとする批判がある。
貞元5年（789年）に劉晏の名誉が回復され、鄭州刺史が贈られている。